# Hieracium fuliginosum
Hieracium fuliginosum là một loài thực vật có hoa trong họ Cúc. Loài này được (Laest.) Norrl. mô tả khoa học đầu tiên năm 1895.